# Altwarp
Altwarp est une commune de l'arrondissement de Poméranie-Occidentale-Greifswald, Land de Mecklembourg-Poméranie-Occidentale.

## Géographie
Altwarp se situe sur la frontière maritime avec la Pologne. Le territoire de la commune constitue une péninsule au sud de la lagune de Szczecin avec le Neuwarper See (de).

## Histoire
La première mention écrite d'Altwarp date de 1136. Le mot "Warp" signifierait "lieu d'ancrage".
Entre 1938 et 1945, la commune accueille un centre d'entraînement militaire aux exercices aériens et maritimes et pour des unités de la Deutsches Afrikakorps. Le village est évacué et réinstallé à Neuwarp. Seuls quelques membres de la Wehrmacht restent dans l'ancien village. En plus de trois casernes, il y a aussi un stalag pour des prisonniers de guerre français, belges et soviétiques, plus tard italiens, issus de celui de Stargard Szczeciński. En 1944, des unités dirigées par Andreï Vlassov sont formées à Altwarp. Après une courte occupation par l'Armée Rouge en mai-juin 1945, les camps servent de zone de quarantaine pour les réfugiés allemands des Sudètes, notamment de Chabařovice et de Liberec.
Après la Seconde Guerre mondiale, les habitants peuvent revenir. Jusqu'en 1952, Altwarp reste un site militaire. En 1961, des chars de la Nationale Volksarmee s'installent, suivi d'une division de missiles antiaériens et d'unités de défense aérienne. Après la réunification allemande, le site est évacué.

## Personnalités liées à la commune
- Johannes Sontag (de) (1884-1941), officier de la marine allemande.
- Auguste Gehre (de) (1898-1972), Juste parmi les nations.